# 北遠軽駅

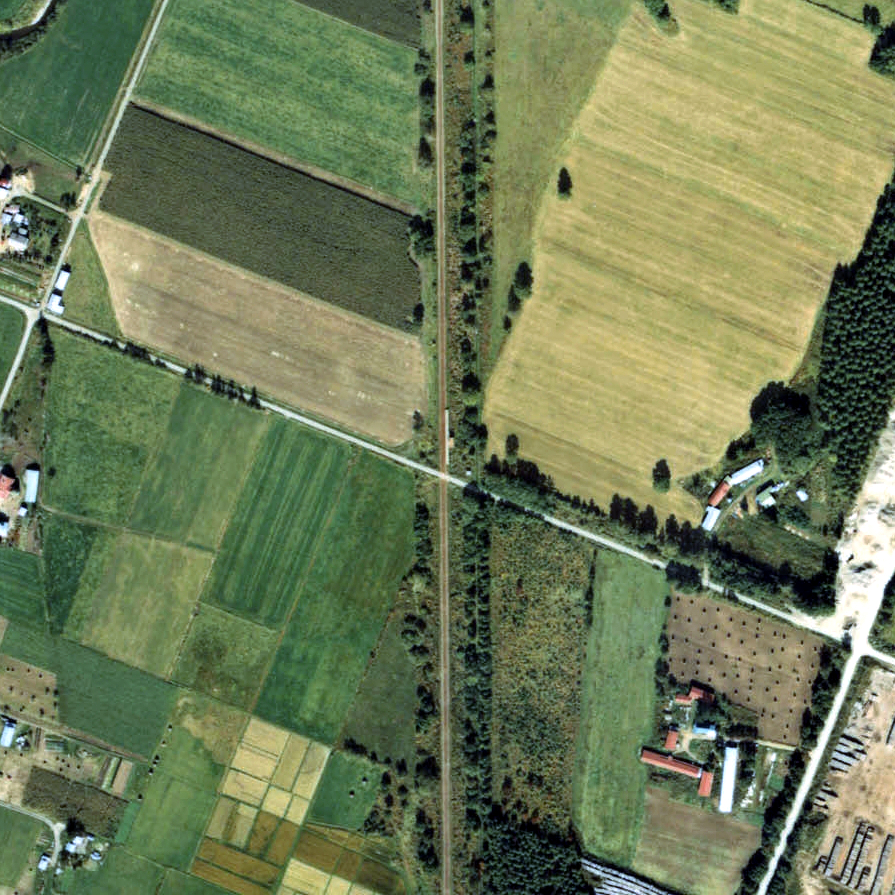
1977年の北遠軽駅と周囲約500m範囲。下が遠軽方面。遠軽側に踏切があり、この通りを挟んで上が学田三丁目、下が二丁目。ホーム横に待合室がある。

北遠軽駅（きたえんがるえき）は、北海道（網走支庁）紋別郡遠軽町字学田にかつて設置されていた、北海道旅客鉄道（JR北海道）名寄本線の駅（廃駅）である。事務管理コードは▲122128。

## 歴史
一部の普通列車は通過した（1989年（平成元年）4月30日時点（廃止時の時刻表）で、下り3本上り4本（快速運転列車ほか））。

### 年表
- 時期不明（1956年11月19日以前）：日本国有鉄道（国鉄）名寄本線の学田仮乗降場（局設定）として開業[1]。
- 1959年（昭和34年）11月1日：駅に昇格し、同時に改称して北遠軽駅となる[1][4]。旅客のみ取り扱い[1]。
- 1960年（昭和35年）5月：駅舎落成[4]。
- 1987年（昭和62年）4月1日：国鉄分割民営化により、国鉄からJR北海道に継承[1]。
- 1989年（平成元年）5月1日：名寄本線の全線廃止に伴い、廃駅となる[1]。

### 駅名の由来
遠軽の北方に位置するため。
仮乗降場時代の「学田」は、所在地名によるもの。

## 駅構造
廃止時点で、長さ31 m の単式ホーム1面1線を有する地上駅であった。ホームは、線路の東側（遠軽方面に向かって左手側）に存在した。転轍機を持たない棒線駅となっていた。
無人駅となっており、駅舎は無いがホーム中央部分に高床式の待合所を有していた。もともと仮乗降場として誕生した経緯から、ホームを除く待合室や便所などは遠軽町の財産であった。

## 利用状況
乗車人員の推移は以下のとおり。年間の値のみ判明している年については、当該年度の日数で除した値を括弧書きで1日平均欄に示す。乗降人員のみが判明している場合は、1/2した値を括弧書きで記した。
| 年度               | 乗車人員 | 乗車人員 | 出典  | 備考 |
| 年度               | 年間     | 1日平均  | 出典  | 備考 |
| ------------------ | -------- | -------- | ----- | ---- |
| 1978年（昭和53年） |          | 14       | [ 8 ] |      |

## 駅周辺
- 国道242号（置戸国道）[9]
- 湧別川[9]
- 社名渕川[9]
- 北海道北見バス・北紋バス「学田3丁目」停留所

## 駅跡
2001年（平成13年）時点では何も残っていない。2011年（平成23年）時点でも同様で、雑草が生える更地となっていた。駅跡の遠軽方には、線路跡の築堤と防雪林が残存していた。

## 隣の駅
北海道旅客鉄道
名寄本線
開盛駅 - 北遠軽駅 - 遠軽駅